# 팔라스바다수리
팔라스바다수리(Pallas's fish eagle)는 갈색을 띤 큰 바다수리다. 카자흐스탄, 러시아, 타지키스탄, 투르크메니스탄, 우즈베키스탄, 몽골, 중국, 인도, 네팔, 방글라데시, 미얀마, 부탄에서 번식한다. IUCN 적색 목록에 멸종위기종으로 등재되어 있다. 부분적으로 이동성이며, 중앙아시아 새들은 인도 북부의 남아시아 새들 사이에서 월동하고, 또한 페르시아만까지 서쪽으로 이동한다.

## 묘사
팔라스바다수리의 털은 밝은 모래 갈색이고 얼굴은 희다. 날개는 더 어두운 갈색이고 등은 갈색이다. 길고 가느다란 날개 (특히 바다수리치고는 가늘다)의 밑은 오히려 어두운 갈색이다. 꼬리는 검은색에 넓고 독특한 흰색 줄무늬가 있다. 어린 것은 전체적으로 더 어둡고 더 차가운 갈색이며 꼬리에는 띠가 없지만 날개에 아래쪽 덮개와 안쪽 원색을 포함한 몇 개의 창백한 부분이 있다. 그 결과 어린 팔라스바다수리의 날개에서 흰색 띠가 나타난다. 성체 깃털을 얻는 데는 4년 정도 걸린다. 관련 종 중에서 주로 훨씬 짧은 날개와 약간 작은 회색머리바다수리와 범위가 거의 비슷하고 더 크고 부피가 크고 훨씬 넓은 날개 흰꼬리수리와 거의 겹치지 않는데, 이 또한 팔라스바다수리의 색깔과 거의 유사하지 않다. 상당히 큰 이 종은 길이가 72~85cm이고 날개 길이는 180~215cm이다. 암컷은 일반적으로 몸무게가 2.1~3.7kg이고, 표본이 9개인 경우 평균 몸무게가 3.2kg이고, 수컷보다 평균 몸무게가 2.03~3.3kg로 약간 더 크다. 그러나 어떤 경우에는 팔라스바다수리의 몸무게가 4~5.5kg (8.8~12.1lb)이고, 너비가 240cm에 달하는 것으로 보고되었다. 따라서, 그들의 크기는 큰 북쪽 바다수리 (예: 흰머리수리, 흰꼬리수리, 참수리)보다 약간 낮고 열대 중앙 분포의 바다수리보다 약간 더 크다.

## 행동생태학

### 먹이
팔라스바다수리의 먹이는 주로 큰 민물고기로 이루어져 있다. 그러나, 팔라스바다수리는 더 잘 알려진 바다수리처럼 광범위하게 기회주의적인 먹이를 먹는 것으로 보인다. 그들은 또한 정기적으로 새, 특히 물새를 잡아먹는다. 전하는 바에 따르면 다른 먹이에는 토끼와 설치류를 포함한 포유류, 개구리, 뱀과 거북을 포함한 파충류, 곤충 (즉, 말벌 유충) 및 부육이 포함될 수 있다.

## 분포 및 서식지
팔라스바다수리는 러시아, 투르크메니스탄, 우즈베키스탄, 타지키스탄, 카자흐스탄, 몽골, 중국, 인도, 네팔, 방글라데시, 미얀마, 부탄에서 발견된다.

## 보존
팔라스바다수리는 IUCN 적색 목록에 멸종위기종으로 등재되어 있다. 전 세계 개체수는 2,500마리 미만으로 추정된다. 직접적인 박해 외에도 인간은 서식지 파괴, 오염, 호수의 배수 또는 남획을 통해 이 종의 감소에 기여한다. 인도에서는 호수에 부레옥잠이 퍼지면서 팔라스바다수리가 먹이를 찾는 것이 어려울 수 있다. 팔라스바다수리는 희귀하고 영토 전체에 고립되어 있으며 넓은 지역에서 번식하지 않을 수 있기 때문에 그 넓은 범위는 기만적이다.